# Akimoto Michitaka
Michitaka Akimoto (秋本 倫孝 Akimoto Michitaka, sinh ngày 24 tháng 9 năm 1982) là một cầu thủ bóng đá người Nhật Bản.

## Thống kê câu lạc bộ
| Thành tích câu lạc bộ | Thành tích câu lạc bộ | Thành tích câu lạc bộ | Giải vô địch | Giải vô địch | Cúp                   | Cúp                   | Cúp Liên đoàn | Cúp Liên đoàn | Tổng cộng | Tổng cộng |
| Mùa giải              | Câu lạc bộ            | Giải vô địch          | Số trận      | Bàn thắng    | Số trận               | Bàn thắng             | Số trận       | Bàn thắng     | Số trận   | Bàn thắng |
| Nhật Bản              | Nhật Bản              | Nhật Bản              | Giải vô địch | Giải vô địch | Cúp Hoàng đế Nhật Bản | Cúp Hoàng đế Nhật Bản | J.League Cup  | J.League Cup  | Tổng cộng | Tổng cộng |
| --------------------- | --------------------- | --------------------- | ------------ | ------------ | --------------------- | --------------------- | ------------- | ------------- | --------- | --------- |
| 2005                  | Ventforet Kofu        | J2 League             | 13           | 1            | 1                     | 0                     | -             | -             | 14        | 1         |
| 2006                  | Ventforet Kofu        | J1 League             | 18           | 1            | 2                     | 0                     | 4             | 0             | 24        | 1         |
| 2007                  | Ventforet Kofu        | J1 League             | 27           | 3            | 2                     | 0                     | 7             | 1             | 36        | 4         |
| 2008                  | Ventforet Kofu        | J2 League             | 30           | 4            | 2                     | 0                     | -             | -             | 32        | 4         |
| 2009                  | Ventforet Kofu        | J2 League             | 31           | 3            | 2                     | 0                     | -             | -             | 33        | 3         |
| 2010                  | Ventforet Kofu        | J2 League             | 32           | 7            | 2                     | 0                     | -             | -             | 34        | 7         |
| 2011                  | Kyoto Sanga FC        | J2 League             | 25           | 3            | 4                     | 0                     | -             | -             | 29        | 3         |
| 2012                  | Kyoto Sanga FC        | J2 League             | 22           | 2            | 0                     | 0                     | -             | -             | 22        | 2         |
| 2013                  | Kyoto Sanga FC        | J2 League             | 33           | 1            | 1                     | 0                     | -             | -             | 34        | 1         |
| 2014                  | Kataller Toyama       | J2 League             |              |              |                       |                       | -             | -             |           |           |
| Quốc gia              | Nhật Bản              | Nhật Bản              | 231          | 25           | 16                    | 0                     | 11            | 1             | 258       | 26        |
| Tổng                  | Tổng                  | Tổng                  | 231          | 25           | 16                    | 0                     | 11            | 1             | 258       | 26        |